# 엣치
엣치(エッチ 엣치[*], Ecchi, Etchi)는 일본어의 속어로, 일본어 단어로 변태를 뜻하는 헨타이(変態)의 이니셜에서 따온 말로 주로 음란하거나 야하다는 뜻이다. 일본에서는 성행위 등을 동반한 매체 등을 가리키나, 일본의 만화 및 애니메이션 작품을 가리키는 경우도 있다.

## 같이 보기
- E-Hentai